# Lena Sandgren
Lena Sandgren (senare Kvarnström), född 3 maj 1941, död 14 mars 2016, var en svensk friidrottare (diskuskastning). Hon tävlade för IFK Trelleborg och nådde sitt bästa resultat 1968 med 44,38.